# Semicytherura closteria
Semicytherura closteria is een mosselkreeftjessoort uit de familie van de Cytheruridae. De wetenschappelijke naam van de soort is voor het eerst geldig gepubliceerd in 1988 door Whatley u.a..